# Mornewegviertel
Das Mornewegviertel bezeichnet einen Statistischen Bezirk im nördlichen Darmstadt. Es grenzt im Westen an den Hauptbahnhof, im Süden an die Rheinstraße, im Osten an den Steubenplatz und im Norden, zwischen Dolivostraße und Kirschenallee, an die Bismarckstraße. Außerdem befinden sich noch die Schienenflächen zwischen Rheinstraße und Pallaswiesenstraße in diesem statistischen Bezirk.

## Infrastruktur und Sehenswürdigkeiten
- Erasmus-Kittler-Schule
- Peter-Behrens-Schule
- St. Fidelis